# Jean Dufay
Jean Claude Barthélemy Dufay (18 de julio de 1896, Blois - 6 de noviembre de 1967, Chaponost) fue un astrónomo y astrofísico francés. 

## Biografía
Jean Dufay acabó su primer ciclo universitario en 1913. Fue movilizado durante la Primera Guerra Mundial, resultando herido. Después de la guerra, retomó sus estudios universitarios y obtuvo su doctorado en 1928 con el profesor Charles Fabry. Jean Dufay estudió las nebulosas, las galaxias y el medio interestelar.
En 1925, mientras estaba trabajando con el físico francés Jean Cabannes, estudió y determinó la altitud de la capa de ozono.
Jean Dufay empezó a trabajar como astrónomo del Observatorio de Lyon en 1929. Promovido a director en 1933, conservó el cargo hasta su retiro en 1966. En 1936 también fue nombrado director del nuevo Observatorio de la Alta Provenza, permaneciendo en este puesto hasta 1965.
En 1963 fue elegido miembro de la Academia de las Ciencias de Francia.

## Eponimia
- En 1970, la Unión Astronómica Internacional dio su nombre al cráter lunar Dufay.